# تامبی آمبی، نیوساوت ولز

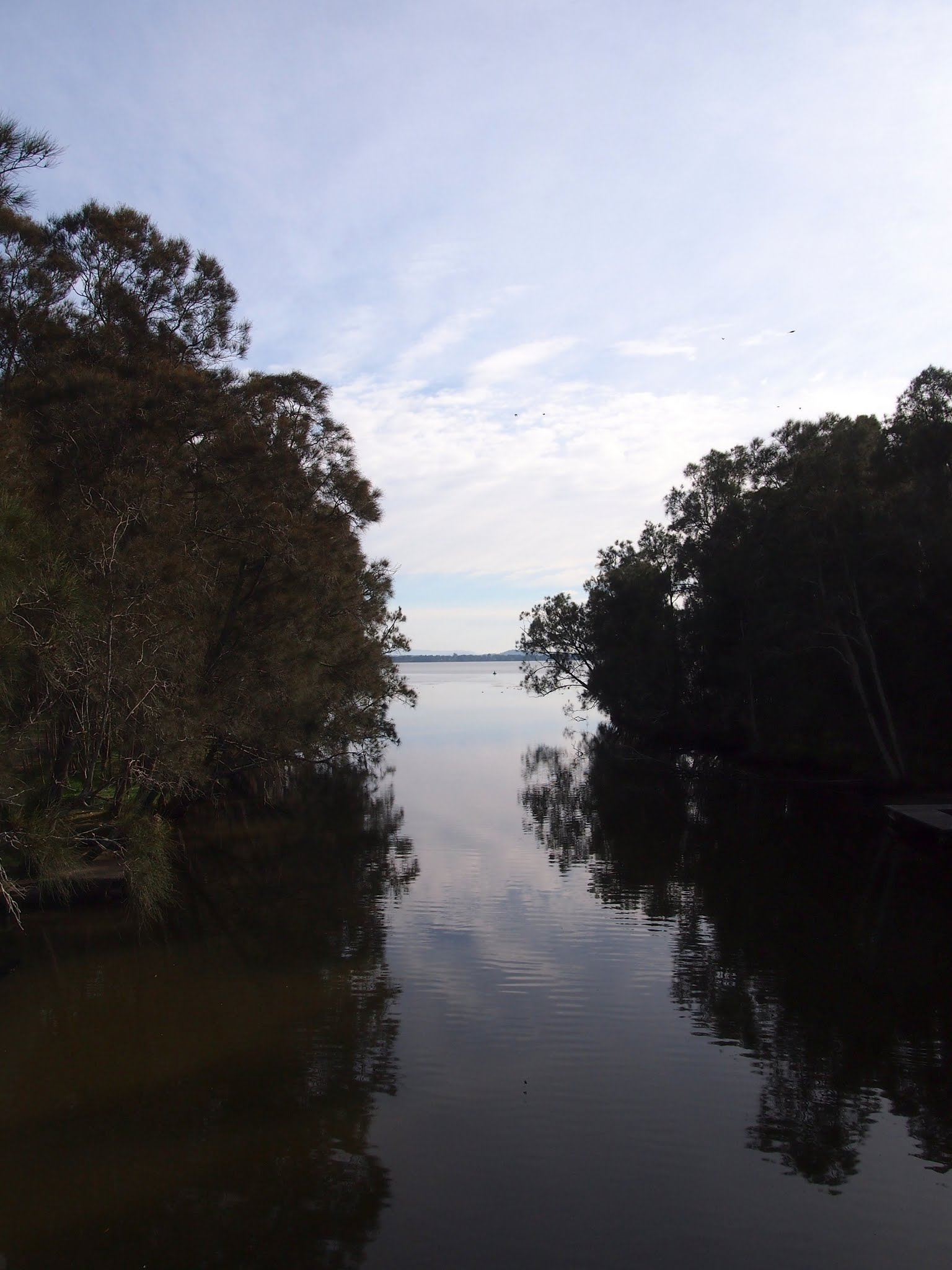
تامبی آمبی، نیوساوت ولز

تامبی آمبی (به انگلیسی: Tumbi Umbi) یک حومه شهر در استرالیا است که در نیو ساوت ولز واقع شده‌است.